# Trás-os-Montes e Alto Douro

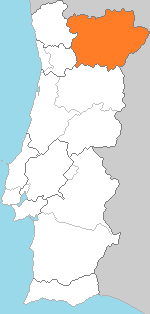
Regione di Trás-os-Montes e Alto Douro

Il Trás-os-Montes e Alto Douro (AFI: [tɾaz uʃ ˈmõtɨʃ i ˈaɫtu ˈdo(w)ɾu]), era una provincia storica del Portogallo, istituita formalmente con una riforma amministrativa del 1936. Le province non avevano alcuna funzione pratica e scomparvero con la Costituzione del 1976. 
Confinava a nord e a est con la Spagna (province di Ourense in Galizia, Zamora e Salamanca in Castiglia e León), a sud con la Beira Alta e ad ovest con il Minho e il Douro Litorale. 
La regione contava 31 comuni, con gli interi distretti di Bragança e Vila Real e parte di quelli di Guarda e Viseu. Il suo capoluogo era Vila Real.
- Distretto di Braganza: Alfândega da Fé, Braganza, Carrazeda de Ansiães, Freixo de Espada à Cinta, Macedo de Cavaleiros, Miranda do Douro, Mirandela, Mogadouro, Torre de Moncorvo, Vila Flor, Vimioso, Vinhais

- Distretto di Guarda: Vila Nova de Foz Côa

- Distretto di Vila Real: Alijó, Boticas, Chaves, Mesão Frio, Mondim de Basto, Montalegre, Murça, Peso da Régua, Ribeira de Pena, Sabrosa, Santa Marta de Penaguião, Valpaços, Vila Pouca de Aguiar, Vila Real

- Distretto di Viseu: Armamar, Lamego, São João da Pesqueira, Tabuaço

Attualmente la provincia fa parte della regione Nord.